# Paulina Nin de Cardona
Pour les articles homonymes, voir de Cardona.
Paulina Nin de Cardona Muñoz (née le 2 août 1960 à Santiago) est une institutrice d'éducation primaire et présentatrice de télévision chilienne.

## Télévision

### Programmes
| Année      | Émission                                                 | Rôle                             | Chaîne      |
| ---------- | -------------------------------------------------------- | -------------------------------- | ----------- |
| 1980       | Súper Hockey                                             | Présentatrice                    | TVN         |
| 1983       | 24e Festival international de la chanson de Viña del Mar | Présentatrice                    | TVN         |
| 1984-1987  | 60 minutos                                               | Présentatrice                    | TVN         |
| 1985       | 26e Festival international de la chanson de Viña del Mar | Présentatrice                    | TVN         |
| 1989       | En familia                                               | Animatrice                       | TVN         |
| 1989       | De buen humor                                            | Animatrice                       | TVN         |
| 1991       | 32e Festival international de la chanson de Viña del Mar | Présentatrice                    | TVN         |
| 1992       | 33e Festival international de la chanson de Viña del Mar | Présentatrice                    | TVN         |
| 1992-1993  | Luz, cámara y usted                                      | Présentatrice                    | TVN         |
| 1994       | Con-Vivencias                                            | Présentatrice                    | TVN         |
| 1995       | Cuéntame                                                 | Présentatrice                    | TVN         |
| 1998       | Buenos días a todos                                      | Présentatrice remplacement       | TVN         |
| 1998       | Día a día                                                | Présentatrice                    | TVN         |
| 1999-2001  | La mañana del 13                                         | Présentatrice                    | Canal 13    |
| 2000       | Maravillozoo                                             | Présentatrice                    | Canal 13    |
| 2002       | Arriba el Ánimo                                          | Présentatrice                    | Canal 13    |
| 2003       | Dulce y Salado                                           | Présentatrice                    | ABT         |
| 2006, 2007 | Vertigo                                                  | Elle-même (Participante invitée) | Canal 13    |
| 2007       | Intrusos                                                 | Commentatrice de spectacles      | La Red      |
| 2008       | Cocinados                                                | Présentatrice                    | Telecanal   |
| 2012       | Millonario Alta Tensión VIP                              | Elle-même (Participante invitée) | Canal 13    |
| 2012       | Vertigo 2012                                             | Elle-même (Participante invitée) | Canal 13    |
| 2013       | La mañana de Chilevisión                                 | Commentatrice de spectacles      | Chilevisión |
| 2013       | Mujeres primero                                          | Elle-même (Invitée)              | La Red      |
| 2014       | Mentiras verdaderas                                      | Elle-même                        | La Red      |

### Sources
- (es) Cet article est partiellement ou en totalité issu de l’article de Wikipédia en espagnol intitulé « Paulina Nin de Cardona » (voir la liste des auteurs).